# Pene d'amor perdute
Pene d'amor perdute (Love's Labour's Lost) è una commedia teatrale di William Shakespeare, composta probabilmente tra il 1593 e il 1596.
Si tratta di una delle prime commedie shakespeariane e se ne ignora la data di prima rappresentazione. Commedia sull'amore e sulla conquista dei sentimenti, è definita commedia perché ha un lieto fine sebbene non termini con il classico matrimonio tra i personaggi, cosa che la rende atipica rispetto ad altri lavori del Bardo.

## Trama
Ferdinando, re di Navarra, decide di dedicare tre anni di vita all'erudizione, stilando un patto con tre uomini di corte - Biron, Longueville e Dumaine - nel quale sottoscrivono la condizione di porsi in una condizione ascetica e rigorosa per tutta la durata scelta da Ferdinando. La decisione, che implica l'astensione dalle donne e addirittura la loro vicinanza alla corte di Navarra a non meno di un miglio, lascia perplesso Biron che, tuttavia, accetta di stilare l'accordo. Tra i pochi divertimenti concessi a corte, vi sarà il cantastorie Don Adriano de Armado accompagnato dal paggio Pagliuzza. Nel momento della sottoscrizione Biron lascia intendere che il patto non potrà essere rispettato a causa dell'imminente visita della Principessa di Francia con tre dame al seguito: la donna è diretta da Ferdinando in vece del padre morente per discutere del possesso dell'Aquitania contesa nella guerra dei cent'anni.
Entrano in scena Tonto, un ufficiale, e Zuccone, un campagnolo, che aprono una parentesi comica. Tonto ha ricevuto una missiva di Armado nella quale si confessa, in toni maccheronicamente pomposi e altisonanti ma del tutto fuori luogo, di aver visto Zuccone in compagnia di Jaquenetta, una ragazzotta di campagna, e si chiede una punizione per tali atti di manifestata scelleratezza. La restrizione imposta da Ferdinando abbraccia difatti tutta la corte, e Zuccone viene così condannato a pane e acqua per una settimana, non senza aver inutilmente e comicamente tentato di difendersi.
La lettera di Armado nasconde in realtà l'amore che l'uomo ha provato a prima vista per Jaquenetta ma che non può enunciare a causa dell'editto reale di astensione per tre anni. Armado si confida con Pagliuzza, il quale gli mostra degli esempi storici di uomini innamorati continuando la vena comica della scena precedente. Entra Tonto portando Zuccone perché venga tenuto in custodia da Armado: questi si sta accingendo a mettere il campagnolo sotto chiave, quando passa Jaquenetta e lui le fa intendere il suo amore.
Il secondo atto si apre con l'arrivo in Navarra della Principessa assieme alle tre dame Maria, Rosaline e Catherine, in compagnia di due nobili e di Boyet. L'uomo viene mandato in ambascia al re per chiedere accoglienza e, nel mentre, le dame confessano alla principessa di conoscere gli uomini della corte. Maria ha incontrato Longueville durante una festa, rimanendo particolarmente colpita dalla sua arguzia e lingua tagliente. Catherine sa invece di Dumaine e Rosaline di Biron, del quale ammira lo spirito e la capacità di rendersi interessante nella conversazione.
Il ritorno di Boyet è accompagnato dal re con i tre uomini di corte e, mentre il benvenuto alla principessa è regale, l'accoglienza lo è meno in quanto il re, citando il suo giuramento, la prega di accamparsi sotto la corte evitando di entrarvi, meritandosi lo sdegno e lo stupore di lei. La donna consegna una missiva al re nella quale si parla di un rimborso di centomila corone per le spese sostenute da Navarra per la guerra: tale somma servirebbe di riscatto per l'Aquitania, che Ferdinando tiene come garanzia di pagamento. Ferdinando nega di aver ricevuto il rimborso, al seguito del quale sarebbe anche disposto a rinunciare ai diritti sulla regione, ma non è possibile verificare le quietanze di pagamento poiché i plichi che le contengono sono destinati ad arrivare a corte solo il giorno seguente. Non rimane alle donne che accamparsi in attesa dei documenti, non prima che Biron abbia confessato il suo amore a Rosaline e che Longueville e Dumaine non abbiano chiesto a Boyet i nomi di Maria e Catherine. Boyet confida alla principessa di aver notato negli uomini tutti, re compresi, i languori dell'amore, ma sia lei che le dame non sembrano prestargli ascolto.
Il terzo atto riporta in scena Armado che, sospirante d'amore, chiede al paggio Pagliuzza di liberare Zuccone per usarlo come corriere d'amore nei confronti di Jaquenetta, per la quale ha perso la testa. Gli consegna una missiva nel mentre di una serie di battute e lazzi guidati da Pagliuzza che prende apertamente in giro Armado, troppo scemo per capire di essere oggetto delle continue burle del più furbo paggio.
Avuta l'epistola, Zuccone si imbatte in Biron che gli chiede un favore simile: consegnare a Rosaline una lettera d'amore. Biron tenta di dissuadere se stesso dall'amore che prova: Rosaline ha anche dei difetti, in fondo...ma il suo sentimento è troppo forte e non riesce a farsene una ragione concreta. Avvilito e perso d'amore, esce di scena.
Il quarto atto vede le donne occupate in una battuta di caccia in compagnia di Boyet e dei nobili francesi. Arriva Zuccone, il quale consegna per errore alla principessa la lettera di Armado per Jaquenetta, alla cui lettura si scatena l'ilarità della compagnia, divertita dagli strafalcioni altisonanti del povero Armado.
Nel mentre Sir Nathaniel e Oloferne si accompagnano a Tonto in una battuta di caccia al cervo, impegnandosi in discorsi che il maestro Oloferne condisce di citazioni e parole in lingua latina. Arriva Jaquenetta con la lettera ricevuta da Armado per mano di Zuccone e prega Sir Nathaniel di leggerla a causa del suo analfabetismo. La lettera che Nathaniel legge è in realtà quella inviata da Biron a Rosaline nella quale l'uomo dichiara il suo amore, e il curato, letta l'intestazione, prega Jaquenetta di portarla al re.
A corte Biron si rode il fegato per quanto ha fatto scrivendo una lettera quando, nascosto, scopre che persino il re e gli altri compari hanno scritto lettere d'amore da inviare alle loro amate. Scopertisi e rivelatisi a vicenda, i tre ammettono i loro sentimenti mentre Biron, che non ha lettere in mano, dà loro dei traditori. A ribaltare la sua posizione ci pensa Jaquenetta che, arrivata con Zuccone a corte, consegna la lettera di Biron al re, rivelandogli la verità: sono tutti e quattro innamorati. Congedati Jaquenetta e Zuccone i quattro parlano della loro condizione fino a un monologo di Biron che convince tutti a lasciarsi andare alle gioie dell'amore, rompendo il patto del re.
E così, sarà: Armado viene incaricato da Ferdinando di preparare un intrattenimento per le donne al fine di divertirle e l'uomo, coinvolti Zuccone, Pagliuzza, Sir Nathaniel e Oloferne, decide di preparare una rappresentazione teatrale. I quattro nobiluomini decidono di mascherarsi da russi e di conquistare le giovani fanciulle, mentre spediscono loro, per dono, accalorate lettere d'amore e un dono ciascuna. Boyet, nascosto nel bosco, ascolta l'intento dei quattro di travestirsi per passare una serata d'amore con le donne che, alla confessione di Boyet, decidono di ribaltare le sorti della burla: saranno anche loro ad essere mascherate, e ognuna indosserà il regalo di un'altra al fine di rendere ridicola la corte di ognuno degli innamorati.
Inizia la festa, con il re e i baroni vestiti da moscoviti intenti a corteggiare la dama sbagliata, sviati dallo scambio dei doni che le donne hanno compiuto. Introdotti da un prologo di Pagliuzza, con lingua salace le ragazze sviano la corte degli uomini e li costringono ad andarsene con la coda tra le gambe. La beffa è fatta e le donne hanno volto a loro favore il raggiro degli uomini. Boyet consiglia alle donne, ora, di attendere il ritorno degli uomini e di svelare loro che la beffa ai loro danni era stata scoperta e ritorta a loro sfavore. I quattro nobiluomini, difatti, tornano chiedendo udienza alle donne, che li accolgono smettendo le maschere e con ognuna i doni rispettivamente ricevuti. Gli uomini le invitano a corte ma la principessa rifiuta, ponendo come scusa il non voler risultare la causa della rottura di un giuramento. Nel corso della conversazione le ragazze confessano di aver capito l'inganno del travestimento da moscoviti e si burlano apertamente degli uomini, che tentano di spiegare il loro comportamento e di dichiarare il loro amore.
Nel mezzo della discussione si apre la parentesi comica con l'ingresso di Zuccone che annuncia la tanto attesa recita. Sir Nathaniel, Oloferne, Pagliuzza e Tonto, coadiuvati da Zuccone, mettono su una rappresentazione di personaggi eroici, nove prodi della storia, che si rivela sconclusionata e sgangherata, provocando i commenti ilari di tutti gli astanti. Il momento di gioia è interrotto dall'ingresso del messo Marcade, che consegna alla principessa un urgente messaggio: il re, suo padre, è morto. La principessa chiede congedo al re Ferdinando e dà ordine di prepararsi per la partenza, ma le suppliche degli uomini le fanno capire che la corte che veniva fatta a lei e alle compagne era sincera e non un passatempo. Gli uomini riescono finalmente a dichiarare pienamente il loro sentimento d'amore, che le donne avevano preso alla leggera, considerando le smanie degli spasimanti come meri modi di rimpinzare il tempo votato all'ascetismo e all'erudizione. Rapite dal sincero amore degli uomini, le donne chiedono di pazientare un anno per piangere il lutto del re, dopodiché attenderanno ancora la dichiarazione ognuna del proprio spasimante: se questa verrà, sarà ricambiata da ognuna con la promessa d'amore eterno.
La commedia si chiude con l'ingresso dell'improvvisata e sgangherata troupe di improvvisati attori che cantano canzoni sull'inverno e sulla primavera.

## Origini

### Fonti
Alla base della commedia non è stato possibile rintracciare alcun tipo certo di fonte letteraria. Gli avvenimenti nella trama, riferentesi a personaggi coevi di vaga ispirazione ad alcuni realmente vissuti (re Ferdinando di Navarra, ad esempio, potrebbe essere lontanamente identificato in Enrico di Navarra, allora reggente di Francia, che pose fine alla guerra civile nel 1598 con l'Editto di Nantes), rimanda a fatti di attualità coevi alla stesura dell'opera, della quale però non è certa la datazione.
Una possibile fonte, sebbene non accertata, potrebbe essere l'Academie Fraçaise di Pierre de la Primaudaye del 1577. 
Le ricerche compiute da studiosi di Giordano Bruno (Gilberto Sacerdoti, Paolo Orano, Ernesto Grillo, Hillary Gatti) hanno ravvisato molti punti di contatto con le opere di Bruno. In particolare con Il Candelaio, da cui provengono la struttura delle commedie, la satira verso i pedanti, i simboli in comune (occhi della donna, stelle, candele, sole), l'invenzione delle parole e la critica al petrarchismo. Da Lo spaccio de la bestia trionfante proviene invece il tema della caccia al cervo, con tutti i riferimenti sia alla regina Elisabetta che alla funzione onorevole del gesto. Nonostante l'ingente quantità di elementi simili, anche nei dialoghi, allo stato attuale gli studiosi shakespeariani non riconoscono i collegamenti in quanto Bruno e Shakespeare non si sono mai incontrati, e Bruno scriveva in italiano.

### Composizione e stampa
La commedia è tra le prime scritte dal Bardo. Sebbene se ne ignori l'esatta data di composizione, è consuetudine collocarla tra gli anni 1593 e 1596. L'ambientazione curtense e il complicato intreccio di parole e dialoghi della quale è composta fanno pensare che l'opera fosse indirizzata ad un pubblico colto e aristocraticamente elevato. A maggiore fondamento di tale ipotesi, è da ricordare che dal 1592 al 1594 imperversò a Londra la peste, e l'opera potrebbe essere stata composta per allietare le giornate della corte di Elisabetta I, costretta quasi alla clausura per non contrarre l'infezione.
La prima stampa dell'opera si ebbe in quarto nel 1598, nel cosiddetto Q1. Il testo riporta, in prima di copertina, la dicitura "Newly corrected and augmented By W. Shakespeare" (Nuovamente corretto e ampliato da W. Shakespeare), cosa che fa supporre che lo stesso autore si sia occupato della preparazione del testo per la stampa. Vi sono, tuttavia, una serie di errori di trascrizione e una confusione nell'indicazione dei personaggi che ha portato a pensare che il testo non sia un'esatta trasposizione dell'originale olografo. Sempre tale dicitura fa supporre che con molta probabilità esistette una precedente stampa della commedia, la quale però non ci è mai giunta né se ne hanno notizie.

## Contesto storico
La rappresentazione è ambientata nella corte del Regno di Navarra, in un'epoca coeva a quella di Shakespeare o, perlomeno, di poco precedente. I riferimenti alla contrattazione dell'Aquitania, regione francese contesa dalla corona, fanno pensare agli accadimenti successivi alla guerra dei cent'anni, durante la quale la regione finì in mano agli inglesi per poi tornare nella lista dei possedimenti francesi.

## Rappresentazioni
La prima rappresentazione nota è quella del dicembre 1597, alla presenza della regina Elisabetta I.

## Adattamenti
Dal dramma fu tratto il film  Pene d'amore perdute di Kenneth Branagh, 2000.

## Curiosità
- In quest'opera di Shakespeare è presente un hapax legomenon, "Honorificabilitudinitatibus", pronunciato dal personaggio Zucca nell'Atto V, Scena I.
- In Doctor Faustus, Thomas Mann immagina che il protagonista del romanzo compositore Adrian Leverkühn stia scrivendo un’opera lirica basata su questa commedia.
- Nel 2ºepisodio della 3ª stagione di Doctor Who, dal titolo "The Shakespeare Code", Il Decimo Dottore (David Tennant) e Martha Jones si ritrovano a Londra, circa nell'anno 1599, dove al Globe Theatre incontrano William Shakespeare in persona alle prese con la stesura del fantomatico sequel Pene d'amore vinte.